# XIII (còmic)
XIII és una sèrie de còmics d'origen belga creada per Jean Van Hamme al guió i William Vance al dibuix. L'argument, inspirat en la novel·la The Bourne Identity (1980) de Robert Ludlum gira entorn d'un home amnèsic que busca pistes que puguin servir-li per descobrir la veritat sobre la seva identitat i el seu passat, mentre tracta de destapar una sèrie de conspiracions polítiques en les quals suposadament està involucrat.

## Trajectòria editorial
Va ser inicialment publicada per lliuraments en la revista de còmic francobelga, Le Journal de Spirou i posteriorment en àlbums per l'editorial Dargaud, sent el primer d'ells El dia del Sol Negre, publicat el 1984. Durant els 19 primers toms, l'encarregat del guió va ser Jean Van Hamme, mentre que les il·lustracions van ser obra de William Vance (excepte en el núm.18, La Versión Irlandesa, del qual se'n va encarregar Jean Giraud). Yves Sente al guió i Youri Jigounov a les il·lustracions, van agafar el relleu amb El dia del Mayflower el 2011, quatre anys després de l'últim àlbum publicat pels seus antecessors, El Último Asalto.
El 2008, va sortir al mercat una seqüela del còmic anomenat XIII Mystery, que narra els orígens dels principals personatges de la saga.

## Argument
Tot comença quan un ancià pescador troba el cos inconscient d'un home en els penya-segats d'un poble de la costa est americana. A pesar que l'home té una ferida de bala al cap aconsegueix miraculosament salvar la vida, encara que a conseqüència del tret pateix una amnèsia total, no recorda gens de la seva vida ni del seu passat. Les úniques pistes que té per començar a buscar respostes són un tatuatge a la clavícula esquerra amb el nombre romà XIII (13, nombre que fa servir com la seva màxima referència d'identitat) i unes habilitats de lluita pròpies d'un professional que desconeixia tenir fins al moment d'usar-les.
És aquí on comença una cerca que sembla no tenir fi i que es complica amb l'aparició de noves trames en les quals el nostre protagonista sembla estar involucrat: des d'una conspiració per imposar un nou règim als EUA fins a un moviment revolucionari en un petit país centreamericà. Amb l'ajuda d'uns quants aliats que anirà trobant en el camí aconseguirà tancar amb èxit algunes d'aquestes trames, mentre a poc a poc anirà reunint les peces del complex puzle que forma la seva identitat, encara que en més d'una ocasió haurà de començar de zero a causa dels sorprenents girs que prenen els esdeveniments. Una pregunta es mantindrà en l'aire al llarg d'aquesta saga: Qui és en realitat XIII?

## Personatges

### Personatges principals i destacats
- XIII: el protagonista principal, i sobre qui gira al voltant la trama primària. Amnésic des que el troben tirat en una platja, posseeix no obstant això unes habilitats de lluita sens dubte adquirides amb un entrenament d'elit, a part d'altres coneixements tals com esquiar o parlar espanyol a la perfecció. És un home amb moltes identitats i amb cap: Alan Smith, Steve Rowland, Jason MacLane, Kelly Brian... són alguns dels noms amb els quals ha estat identificat, encara que la seva veritable identitat a dia d'avui segueix sent un complet misteri, fins i tot per a ell. D'altra banda, la seva ajuda serà requerida per lliurar més d'un front en els quals suposadament ha estat ja en el peu del canó.

- Jones: atractiva militar de caràcter fort malgrat la seva fràgil aparença, és la principal aliada de XIII en les seves aventures. La seva inesperada intervenció als moments més decisius la converteixen en una espècie d'àngel de la guarda per a l'home amnèsic; i encara que sempre li retreu la facilitat amb la qual es fica en embolics i amb la qual li involucra a ella assegui per ell una mica més que companyonia, encara que aquest no sembli adonar-se.

- Ben Carrington: militar amb rang de general que passa a ser un dels majors suports de XIII en la cerca de la seva identitat. Inicialment apareix com la persona que introdueix a l'home del tatuatge en la trama de la Conspiració dels XX, i encara que al principi li costa, acaba guanyant-se la seva confiança. Després de buscar desesperadament a la seva filla i trobar-la a la vora de la mort segresta al principal sospitós de ser causant del seu estat, el president Wally Sheridan perquè confessi la seva culpa en un "judici" televisat, després del qual es veu obligat a fugir del país i acompanyar a XIII en les seves aventures. La publicació de dos llibres on s'esclareixen els dubtes sobre la identitat de XIII portarà a Carrington a acompanyar a l'home amnèsic en el seu retorn a Amèrica i declarar en una comissió de recerca on és absolt de tots els seus càrrecs, després de la qual cosa es retira al ranxo de la seva germana.

- Kim Carrington: filla del General Carrington i un dels personatges fonamentals en la trama de la Conspiració dels XX. Infiltrada en l'organització amb el número XVII amb l'ajuda del seu pare, és l'encarregada de fer passar al nostre protagonista pel seu marit, Steve Rowland, núm. XIII de la Conspiració, a fi de desmantellar-la. Després de la detenció de tots els seus membres excepte el número I, desapareix misteriosament sense deixar rastre, sent trobada per XIII, quan està segrestada pel líder de la Conspiració. Torna a desaparèixer després d'enfonsar-se amb el iot en què aquesta estava presonera al costat del amnésic i Jones, els qui aconsegueixen salvar la vida. És finalment oposada i ingressada en estat vegetatiu per a desolació del seu pare, qui decideix fer justícia sotmetent a un peculiar judici a Wally Sheridan, sospitós de ser el número I. Després de la mort d'aquest, el General acaba per desconnectar la màquina que mantenia visqui a la seva filla abans de fugir del país.

- Samuel Amos: veterà agent del FBI amb grau de Coronel, inicialment apareix com l'encarregat d'investigar l'assassinat del president William Sheridan, i encara que al principi apunta a XIII com un dels conspiradors acaba sent convençut pel General Carrington que ha de comptar amb ell. Després de la detenció dels membres de la Conspiració es jubila, mantenint els seus contactes dins de l'Oficina Federal per donar caça a la Mangosta, l'assassí que feia el treball brut de la mateixa. Després del "judici" a Wally Sheridan fuig del país amb Carrington i Jones, i al costat de XIII comencen la cerca de l'or de l'emperador Maximiliano, enterrat en algun lloc del nord de Mèxic. Mor en Costa Verda abatut a tirs pel secretari de l'ambaixada americana Spencer, quan pretenia evitar que aquest fes volar una presa per sepultar als seus companys sota tones d'aigua.

- La Mangosta: assassí professional al servei de la Conspiració dels XX, s'encarrega del treball brut de la mateixa. Aquest misteriós personatge de nom desconegut intenta eliminar nombroses vegades a XIII per encàrrec del número I, ja que va descobrir la seva identitat abans que rebés un tret del fred assassí en el mateix iot del seu cap. Després d'escapolir-se de presó una vegada tancat és finalment capturat per XIII i Jones en les Bahames i portat a Amèrica perquè identifiqui a Wally Sheridan com el número I en el judici que li fa Carrington. Mor assassinat pel seu cap quan tots dos intenten escapar durant aquest procés, encara que abans d'expirar el seu últim alè confessa a les càmeres de televisió la veritat sobre la identitat del líder de la Conspiració.

- Walter "Wally" Sheridan: senador i germà de l'assassinat president William Sheridan, la seva intervenció resulta fonamental per acabar amb la conspiració dels XX. Aconsegueix ser nomenat president després de la retirada del seu rival electoral i antecessor en el càrrec Joseph Gallbrain; en aquest moment ningú es imágina que ell és el número I de l'organització que va planejar l'assassinat del seu propi germà i que pretenia prendre el control del país mitjançant un cop d'estat, i a la qual va trair per aconseguir els seus propis objectius, utilitzant per a això a Kim Carrington, a qui reté posteriorment amb l'amenaça de no deixar-li veure al seu fill, del com ell és el pare. És XIII qui descobreix la identitat del número I quan el propi Sheridan li encomana la missió de donar-li caça, servint-se de la Mangosta per tendir-li nombrosos paranys. Davant la falta de proves és segrestat pel General Carrington i sotmès amb l'ajuda de XIII, Jones i el Coronel Amos a un judici televisat, durant el qual aconsegueix escapar, matant en el seu camí a la Mangosta. No arriba molt lluny, doncs mor durant la fugida en explotar la bomba que portava en l'arma que va arrabassar a la Mangosta, la qual li va ser lliurada a aquest per Frank Giordino, director de la NSA per eliminar a Carrington.

- Sean Mulway: traficant d'armes americà d'origen irlandès que resideix al petit país centreamericà de Costa Verde; sap més sobre XIII que aquest mateix, doncs és el seu pare. Fugit d'Amèrica per un crim que no va cometre i que li va forçar a deixar al seu fill al càrrec de la seva germana i el seu cosí, Jonathan MacLane, porta més de 30 anys buscant l'or de l'Emperador Maximiliano, el qual van enterrar el seu avi i els seus besoncles en algun lloc del la frontera nord de Mèxic. Quan XIII i els seus amics surten del país perseguits per Frank Giordino, aquests li ajuden en la cerca de l'or i de les dades necessàries per trobar el lloc on es troba amagat. Després de la infructuosa aventura, i ja prescrit el crim del que se li acusava torna als EE.UU. per presenciar la comissió de recerca que exculpa als seus amics, abans de tornar a Costa Verda en companyia del seu recent parella.

- Frank Giordino: cap del contraespionatge americà i director de la NSA (Agència de Seguretat Nacional). Descendent d'un clan mafiós de Nova York, es va enemistar amb Sean Mulway per la relació d'aquest amb la seva germana Carla, fins al punt d'intentar assassinar; en lloc d'això va matar accidentalment a aquesta i li va carregar el mort a Mulway. En la seva època com a cap d'operacions de la CIA, i després de seguir de prop a Jason Fly, amb la sospita que aquest sigui el fill de Carla aprofita l'amistat d'aquest amb Seamus O'Neil, terrorista d'l'IRA amagat a Amèrica amb el àlies de Kelly Brian per traçar un pla de donar mort a el primer i obligar el segon a treballar per a la CIA infiltrant a Cuba; però les coses no surten com s'esperava i acaba succeint al revés. Anys després de la fugida de Fly, torna a veure les cares amb el ja anomenat XIII un parell de vegades i és després de el "judici" contra Wally Sheridan quan li tria com a cap de turc per la mort de el president, a qui ell mateix va matar activant la bomba que aquest portava sense saber que estava a les seves mans; quan l'home del tatuatge escapa inicia una persecució contra aquest que no pensa acabar fins a veure'l a ell i als seus amics tancats o morts. Els seus pocs escrúpols a l'hora de desfer-se d'aquells que representin un perill per als seus interessos el porten a ser destituït del seu càrrec després de fracassar un intent d'assassinat al seu antic aliat, el general Wittaker, per al qual va comptar amb l'ajuda d'uns amics del seu cosí, cap de la branca mafiosa de la família Giordino. Buscant sense èxit suport a uns aliats de el crim organitzat de Mèxic és detingut per la seva alumna i amant Jessie Martin i portat a la justícia. Serà ella qui li de mort després que aquest declari en la comissió d'investigació que aclareix tota la veritat sobre les trames en què XIII ha estat involucrat.

- Irina Svetlanova: assassina professional formada en l'antic KGB que treballa per la Mangosta, convertint-se en el seu ajudant més letal. A la mort d'aquest crea Executor, una empresa d'assassins per encàrrec dotada de la tecnologia més moderna i molt diferent al rudimentari i arcaic negoci del seu antic cap. Professa un odi immens cap a XIII des que aquest la deixés bòrnia en la seva primera trobada, quan ella es disposava a eliminar-li. Quan esclata l'escàndol de l'abús de poder exercit per Frank Giordino, i abans d'intentar sense èxit cobrar-se la seva venjança personal contra l'home del tatuatge rep un encàrrec per assassinar al director de la NSA entre uns altres abans de la seva declaració en una comissió de recerca, encàrrec que no arriba a completar en donar-li mort el seu amant i millor assassina, Jessie Martin.

### Personatges secundaris
- Felicity Brown: dona fatal amb tendència a ajuntar-se amb qui millor li convé. Casada amb el vell terratinent Jeremie Rowland sota convenciment del germà d'aquest, Matt, l'arribada de XIII creient ser el fill de Jeremie fa que ella i Matt li tendeixin un parany matant al vell i utilitzant-ho com a cap de turc amb intenció de repartir-se la seva herència (després de la qual cosa Felicity traeix al seu soci assassinant-ho també). Descobert l'engany, fuig del país i arriba fins a Costa Verda, on sota el nom de Felicitat Moreno entaula una relació a dues bandes amb el Coronel Peralta i el General Raúl Ortiz, dictador del país, amb qui contreu matrimoni. Després del derrocament del règim a les mans de la guerrilla santosista és feta presonera, i fins que XIII i els seus amics no tornen al país perseguits per Giordino no surt del país per a la seva extradició i la d'ells a Amèrica. Després que Mulway i la guàrdia de la presidenta María dels Sants intercepten el seu transport a l'ambaixada americana escapa i fa un acord amb el Secretari Spencer, el qual aquest no compleix. Veient-se traïda, opta per buscar la protecció de Carrington i els altres, els qui l'accepten al seu costat no sense objeccions, encara que no triga a escapar-se de nou. Aconsegueix pels seus propis mitjans arribar fins a Washington per aliar-se amb Frank Giordino, fent un tracte amb aquest a fi de fugir a un altre país on passar desapercebuda, però el destituït director de la NSA també la traeix lliurant-la a uns aliats del crim organitzat de Mèxic. En mans d'aquests, convenç al seu cap, Don Rigoberto per atacar el lloc on s'amaguen en aquest país XIII i els seus amics, sense endevinar que els assassins de Executor, amb Irina Svetlanova al capdavant també es dirigeixen allí per organitzar una massacre. La trobada se salda amb la baixa de tots els mafiosos, aconseguint Felicity sobreviure de miracle i desapareixent d'escena.

- Carl Heideger: director del Servei de Contraespionatge, al costat del General Carrington comença a seguir de prop a la Conspiració quan Kim els explica que el seu marit, al que creien tots mort segueix viu i està tramant alguna cosa amb una misteriosa associació. Malgrat tenir a la filla de Carrington infiltrada no aconsegueixen assabentar-se dels plans secrets d'aquesta associació fins que el president William Sheridan és assassinat, moment en el qual decideixen començar a actuar. És el propi Heideger qui porta a XIII a Amèrica en pagar al govern de Costa Verda pel seu alliberament, quan aquest està tancat a la presó de la Roca Negra amb el fals nom de Kelly Brian; i també qui l'oculta després de la seva operació de cirurgia estètica mentre aquest aprèn a actuar com Steve Rowland amb l'ajuda de Kim. Durant la seva detenció ordenada per Calvin Wax sota l'acusació d'alta traïció rep un cop que li destrossa el fetge, morint abans de poder ser alliberat. El seu lloc és ocupat pel director de la NSA Frank Giordino.

- Calvin Wax: conseller de la Casa Blanca durant el mandat de Gallbrain i cap visible de la Conspiració, sent el número dos de la mateixa. Concentrat en l'èxit del cop d'estat que pretén provocar aprofitant el simulacre Rojo Total, ordena la detenció de Carrington, Heideger i altres dos homes a fi de ser nomenat ministre de Defensa i controlar les proves i de treure's de sobre serioses molèsties del mig. Sent l'únic coneixedor en la Conspiració de la identitat del número I, el senador Wally Sheridan, intenta eliminar-li dues vegades quan aquest decideix anar pel seu propi compte, una d'elles durant Rojo Total i la qual fracassa gràcies a XIII. Veient-se atrapat, Wax acaba suïcidant-se ingerint una pastilla de cianur que tenia amagada darrere d'un queixal.

- Betty Barnowsky: militar dels SPADS (unitat militar d'elit creada per Carrington) amb grau de sergent en cap. Es converteix en una peça fonamental per destapar la Conspiració després d'assegurar veure a Steve Rowland, membre de la mateixa, mesos després de la seva suposada mort. Després de la detenció dels conspiradors dimiteix de l'exèrcit i emigra fins a la república centroamericana de San Miguel per casar-se amb el marquès de Preséau, a qui va conèixer anteriorment al costat de XIII i Jones. Posteriorment, després de perdre la seva mansió en un atemptat ordit per la NSA ella i el seu marit decideixen acompanyar a l'home del tatuatge i els seus amics en la cerca de l'or de l'emperador Maximiliano, en la qual ella té una participació activa en formar part de l'expedició encarregada de buscar el tresor en el lloc on està amagat. Després de la fi d'aquesta empresa acompanya al seu cònjuge a França per començar una nova vida com a ducs de Preséau.

- Armand de Preséau: aristòcrata francès amb títol de marquès, propietari d'una plantació de bananes en San Miguel. Coneix a XIII, Jones i Betty quan "prenen prestat" el seu jet privat per arribar als Estats Units després d'escapar d'un campament proper dels SPADS durant la trama de la conspiració, i aviat sorgeix la química entre aquesta última i ell. Demostra conservar la seva amistat amb XIII i Jones quan el primer és fet presoner per les tropes del General Ortiz en el seu retorn a Costa Verda recorrent a Sean Mulway, gran amic seu des que aquest va arribar a aquest país per alliberar-li. També acull a Carrington, Jones i Amos en la seva mansió quan fugen del país després del judici a Sheridan, encara que es veu obligat a acompanyar-los en companyia de la seva esposa després de l'atemptat de la NSA contra la seva finca. Després de la seva aportació en la cerca de l'or de l'emperador Maximiliano, i després de rebre la notícia de la mort del seu germà major viatja a França amb la seva dona per prendre possessió del títol i les possessions d'aquest, no sense abans cedir el seu jet privat a XIII i els seus amics.

- Dwight Rigby: cacic local del poble de Greenfalls, Colorado; amo de la mineria que hi ha en el mateix i de la majoria de les propietats d'aquesta petita localitat de muntanya. L'arribada de XIII en el lloc on suposadament va passar la seva infància com Jason Fly buscant informació sobre la mort del seu pare, oficialment ocorreguda en un incendi a la seva casa no li agrada precisament, ja que va ser ell mateix, com a cap local del Ku Kux Klan qui va ordenar la seva execució en descobrir el seu passat carcerari acusat d'afiliació al comunisme. Al costat del xèrif Quinn, el seu home de confiança, inicia una cacera contra XIII aprofitant la seva suposada implicació en les morts de dos veïns del poble, amb intenció de mantenir enterrat el secret que oculta des de fa gairebé vint anys. Mor abatut per Zeke Hathaway, única persona que podia atestar contra ell, quan es disposa a matar a l'home del tatuatge una vegada arriba a la conclusió que és el fill de Jonathan Fly, l'home a qui va assassinar.

- Zeke Hathaway: antic propietari del Mountain News, el periòdic local de Greenfalls, i gran amic de Jonathan MacLane en l'època en què aquest es feia cridar Fly. Personatge fonamental en la trama de Greenfalls, doncs va presenciar l'execució de Jonathan a les mans de Dwight Rigby i els seus aliats del KKK, ocult en la mina del poble. Sentint-se culpable d'haver traït al seu amic al no denunciar el seu assassinat, escriu una confessió dirigida al fill de Jonathan, Jason, abans de perdre la vista, i aconsegueix redimir-se 19 anys després abatent a Rigby quan aquest es proposa matar a XIII (a qui prèviament havia reconegut com a Jason per la veu) i atestant més tard en el judici pel cas Fly, morint setmanes més tard a una avançada edat.

- Judith Warner: atractiva propietària d'una farmàcia en Greenfalls, ajuda a XIII i Jones a amagar-se de les autoritats locals quan són acusats d'un triple assassinat, a pesar que al principi no es fia molt d'ells. Enamorada de Dwight Rigby des que aquest la violés als 14 anys a pesar que aquest no la correspongui, consola les seves penes amb altres homes.

- María dels Sants: filla de l'antic president de Costa Verda José Enrique dels Sants i membre de la guerrilla liderada pel seu germà Jorge que lluita contra el règim del General Ortiz. Durant la seva època de guerrillera coneix a Kelly Brian (identitat utilitzada per XIII abans de perdre la memòria), amb qui es casa abans que aquest sigui fet presoner per les tropes del Coronel Peralta. Just abans del triomf de la guerrilla santosista és també capturada per l'exèrcit del règim i tancada a l'illa-presó de la Roca Negra, on és rescatada per XIII i els seus companys. Després del derrocament d'Ortiz i el suïcidi de Jorge és nomenada presidenta del país, i el seu camí se separa del de XIII per tornar-se a ajuntar quan aquest i els seus amics tornen al país fugint de Giordino i els seus homes, els qui així i tot aconsegueixen localitzar-los i forcen a María a extradir-los a Amèrica sota amenaça d'embargament econòmic. Aquesta aconsegueix enganyar-los simulant una fugida, i després que XIII i el seu grup aconsegueixin evitar un atemptat ordit per la NSA amb motiu d'eliminar-los i deposar María del seu càrrec aquesta es torna a acomiadar del que fos antany el seu marit en viatjar aquest amb els seus amics a Mèxic a la recerca de l'or de l'emperador Maximiliano.

- Jorge dels Sants: germà de María dels Sants i líder de la guerrilla santosista que porta combatent al règim del General Ortiz des del cop que va enderrocar al seu pare, deu anys enrere. Gelós de la reputació del marit de la seva germana, Kelly Brian, L'Àngel (nom pel qual Jorge és conegut entre els seus) li traeix fent-ho caure en una emboscada perpetrada pel coronel Peralta i els seus homes, confiant que serà executat immediatament. Això serà abans que la causa es quedi sense el respatller econòmic de Cuba enfront de la dictadura d'Ortiz, que compta amb el suport dels Estats Units. Per aquesta causa Jorge signa un acord amb la multinacional MINERCO, la qual finança als santosistas a canvi dels jaciments miners de Costa Verda cosa de la qual cap membre de la guerrilla té coneixement. És la pròpia empresa la que proposa "ressuscitar" a Kelly Brian per tornar a encendre la flama de la revolució apagada amb el temps, per a això Jorge fa venir a XIII a Costa Verda aprofitant la seva semblança amb l'home al que va vendre a Peralta, sense sospitar que són la mateixa persona. Després del triomf de la guerrilla, i una vegada nomenat president del país, L'Àngel decideix desfer-se del seu reclam i mana arrestar a XIII per sotmetre-ho a judici per traïció. Quan, després de la intervenció de Sean Mulway, la traïció de Jorge és descoberta, així com el tracte signat amb la MINERCO, aquest opta per suïcidar-se amb un tret en la boca.

- Juan Peralta: militar amb rang de coronel, cap de la PSP (Policia Secreta Presidencial) durant el règim del General Ortiz i capdavanter en l'ombra del mateix. Durant el mandat d'Ortiz es converteix en amant de l'esposa d'aquest, Felicitat Moreno, qui s'aprofita per obtenir informació que li pugui ser útil en un futur. Els cops infringits als seus homes per Kelly Brian quan aquest militava en la guerrilla santosista li converteixen a aquest en un objectiu prioritari per a Peralta, qui aconsegueix fer-li presoner gràcies a la traïció de Jorge dels Sants, i tancar-li a la presó de la Roca Negra. No veu complert el seu somni d'executar-li, ja que opta per acceptar un tracte amb l'almirall Heideger que implica lliurar a Brian al servei de contraespionatge americà. Després del retorn d'aquest últim, ja com XIII, i després del triomf de la guerrilla, que aconsegueix capturar a Ortiz i executar-ho, Peralta fuig al nord del país al costat dels homes fidels al règim anterior de Costa Verda, amb els quals planeja un atac a la capital del país, Port Pilar, que té com a objectiu tornar a canviar la cara de la moneda política de Costa Verda. Novament XIII ho impedeix, gràcies a l'ajuda de Jones, amb qui aconsegueix volar el pont sobre el qual Peralta i els seus homes pretenien creuar per arribar a la ciutat. L'antic coronel mor en aquesta mateixa explosió, i amb ell l'amenaça d'una nova dictadura en Costa Verda.

- James Wittaker: successor de Carrington com a Cap de l'Estat Major, és el mateix dia del traspàs de poders de tots dos quan se li presenta un enorme repte amb el segrest del president Wally Sheridan per part del seu antecessor. Mobilitza a l'exèrcit perquè faci guàrdia al voltant del refugi subterrani on es troba Carrington amb el seu ostatge i dona llum verda a Giordino perquè prengui mesurades perquè el "judici" que prepara el ja retirat general no transcendeixi. Quan la Mangosta declara davant les càmeres la implicació de Sheridan dins de la Conspiració dels XX, el general Wittaker ordena a Giordino activar la bomba continguda en l'arma que el cap de la NSA va lliurar a l'assassí per eliminar a Carrington sense saber que en aquest moment la porta el president, convertint-se així en còmplice del magnicidi que Giordino pretén atribuir a XIII i dividint-se entre el deure i el seu propi honor. Després de rebre un missatge electrònic de Carrington amb informació reveladora sobre Giordino, Wittaker decideix no seguir-li més el joc a aquest, la qual cosa li porta a sofrir un atemptat contra la seva pròpia vida en el qual és assassinada la seva esposa. Després d'aquest episodi, dimiteix del seu càrrec no sense abans lliurar al president una confessió dels fets relacionats amb la mort de Sheridan.

- Jessie Martin: agent de la NSA que treballa a més com a assassina de Executor, dels respectius caps de la qual, Giordino i Irina és amant. És en l'època del primer com a cap d'operacions de la CIA quan rep d'aquest la missió de lliurar-li al terrorista Seamus O'Neil (amagat en Colorado amb l'àlies de Kelly Brian) amb la intenció de fer-li treballar per als serveis secrets americans infiltrat a Cuba, per a això li sedueix guanyant-se la seva confiança. A l'hora de la veritat no arriba a temps per evitar que l'oncle d'O'Neil, Terence Parnell mat al seu nebot, encara que liquida a aquest abans que es marqui un altre punt amb l'amic de "Brian", Jason Fly. El resultat és la infiltració d'aquest últim en el lloc del seu amic, sense intuir que tornaran a veure's les cares en el futur. Anys després, després de liquidar per ordre de Giordino a un dels periodistes que portava la recerca sobre el ja denominat XIII intercepta el trasllat d'aquest a una presó com a condemna per l'assassinat del president Wally Sheridan i ho porta a presència d'Irina per convertir-ho en objecte d'una cacera organitzada per aquesta i en la qual la pròpia Jessie participa. Durant la persecució és la seva presa qui acaba capturant-la, portant-la-hi amb ell durant la seva fugida del país, durant la qual Jessie acaba confraternizando amb l'home del tatuatge. L'aventura per a ella pren un nou rumb quan els seus companys de la NSA els tendeixen un parany al moment en què estan a punt de pujar-se en avioneta per sortir del país i ella dispara contra aquests per protegir a XIII, matant-los no sense abans rebre un impacte de bala que a punt està d'acabar amb la seva vida. Després de sobreviure miraculosament accepta la proposició del nou president de la nació per participar en la comissió de recerca contra Giordino. Aconsegueix trobar-li a Mèxic i portar-ho a la justícia americana, i amb el propòsit de començar una nova vida allunyada de la seva labor com a assassina mata a Irina evitant que aquesta faci el propi amb Giordino i espera al fet que aquest declari en la comissió de recerca contra la seva persona per acabar amb la seva vida.

## Les identitats de XIII
- Alan Smith: primer nom que adopta XIII. Abe Smith, el pescador que ho troba en un penya-segat i la seva esposa Sally comencen a cridar-li així pel molt que els recorda al seu fill Alan, militar mort durant una missió de l'exèrcit a Àsia. Després de l'assassinat del matrimoni Smith a les mans dels homes de la Mangosta, XIII comença la cerca del seu veritable nom i del seu passat utilitzant el del fill dels Smith per identificar-se.

- Steve Rowland: militar amb rang de capità. Descendent d'una família de terratinents meridionals de Southburg, un petit poble d'Alabama, coneix a Kim Carrington després d'ingressar en els SPADS, amb qui es casa amb la desaprovació de la seva família. És un superior seu, el coronel Seymour McCall, qui li convenç per entrar en la Conspiració dels XX, sent identificat amb el nombre romà XIII. Designat per aquesta organització per a una missió que segons li és comunicat "canviarà el país" fingeix la seva mort durant una campanya a Àsia, ajudat per McCall, a fi d'establir-se en la localitat de Eastown amb un altre nom a l'espera de noves indicacions. Sota ordres de la Conspiració contacta amb la seva "vídua", a la qual convenç per reunir-se amb ell a Eastown sense explicar gens d'això a cap persona, i més tard per ingressar en la Conspiració. Finalment rep les ordres de la seva esperada missió, les quals passen per assassinar al president William Sheridan durant la seva visita a Eastown, i en l'execució de la qual comet l'error de deixar-se filmar per una càmera de vídeo, la qual cosa li costa la traïció dels seus companys, els qui encarreguen eliminar-li. Moribund, arriba a la seva casa per morir en els braços de Kim, qui des d'un principi treballava com a espia doble a les ordres de l'almirall Heideger, qui amb ajuda del pare de Kim, el general Carrington idea la "transformació" d'un altre home en Rowland per acabar amb l'organització de conspiradors.
Aquest home resulta ser el posteriorment conegut com a XIII, rescatat de la presó de la Roca Negra, en Costa Verda, sota la identitat de Kelly Brian, al que identifiquen com Jason Fly, que després d'una operació de cirurgia estètica és traslladat amb Kim a una cabanya prop del llac Kellownee, per a quin aquesta li ajudi a actuar com el seu difunt marit. La pròpia vídua traeix a Fly fent-li venir a una missió en una embarcació (el Lady Bee) per desemmascarar al número I i que acaba amb una emboscada urdida per la Mangosta després que el fals Rowland identifiqui a Walter Sheridan, germà de l'assassinat president i llavors senador com el líder dels conspiradors. Rep un tret en el cap que li fa caure al mar i surar sense rumb fins al penya-segat on comença la història del amnésico XIII.
La primera vegada que aquest és identificat com Steve Rowland després del succés que provoca la seva amnèsia resulta ser en boca del general Carrington, qui li demana la seva confiança a pesar que no li explica tot sobre la Conspiració i la seva (suposada) veritable identitat. Després d'un "retrobament" amb la qual creï la seva família, el qual desemboca en una fugida acusat d'un doble assassinat, XIII aconsegueix trobar a Kim, descobrint així la veritat sobre la fi de Steve Rowland.

- Jake Shelton: identitat utilitzada per Steve Rowland durant la seva estada en Eastown després de la seva falsa mort, mentre espera en companyia de la seva dona Kim les noves ordres de la Conspiració, que passen finalment per assassinar al president William Sheridan. XIII és identificat per primera vegada amb aquest nom en aquesta mateixa ciutat per un policia local que pretén aprofitar l'ocasió per apoderar-se dels diners que suposadament va rebre pel crim abans de lliurar-ho a la justícia. És a més l'únic nom pel qual Kim coneix a l'home per qui va fer passar pel seu difunt marit.

- Jason Fly: nom amb el qual l'almirall Heideger i el general Carrington identifiquen al pres que van rescatar de la Roca Negra i que es feia cridar Kelly Brian (i que posteriorment serà identificat com XIII). El nom de Fly figurava en un expedient del FBI el propietari del qual guardava similituds tant físiques com d'habilitats de lluita amb Steve Rowland, motiu pel qual van emprendre la cerca d'aquell que podia passar perfectament pel núm. XIII de la Conspiració, Steve Rowland, aprofitant que excepte la seva dona Kim, cap altre membre havia vist el seu cadàver. La tapadora queda completada així amb la inclusió de l'expedient de Fly en els arxius de l'exèrcit i l'enterrament de Rowland amb el nom del seu suplantador. 
Convençut que aquest és el seu veritable nom, XIII descobreix buscant el seu passat que el cognom Fly era un de fals que el seu pare es va posar després de complir condemna durant l'època de la caça de bruixes del senador McCarthy, en la qual va ser acusat de realitzar activitats antiamericanas i lligades al comunisme. Jason passa la seva infància al poble muntanyenc de Greenfalls fins a la mort del seu pare, quan ingressa en un orfenat en Denver. Després de sortir d'ell ingressa a la Universitat de Boulder, en l'equip de la qual d'esquí coneix a Seamus O'Neil, qui llavors es fa cridar Kelly Brian.
Després de ser reclutat pel FBI, i anteriorment a un ingrés que no es produirà fa amb el seu amic una excursió a les Muntanyes Rocoses, on aquest li revela el seu veritable nom, així com el seu passat i la seva missió de matar-lo, la qual refusa fer, abans de la irrupció de Terence Parnell, oncle i superior de Seamus, disposat a acabar el treball que el seu nebot ha rebutjat. Primer aquest últim, sacrificant la seva vida, i després l'agent de la NSA Jessie Martin, matant a Parnell, salven a Jason d'una mort segura, portant-ho aquesta a la presència del seu cap, Frank Giordino, qui li obliga a infiltrar-se en la guerrilla santosista suplantant a O'Neil sota l'amenaça d'incriminar-li per la mort del seu amic; comença així una nova vida per a Jason Fly, qui porta el nom de Kelly Brian en la seva estada en Costa Verda.

- Jason MacLane: l'autèntica identitat de XIII, així com la que més temps ha considerat com a seva. Fill de Sean Mulway i Carla Giordino, Jason neix instants abans de la mort de la seva mare, ferida de mort pel seu germà Frank, i davant la fugida de Sean del país és adoptat per la seva germana Margaret i pel cosí de tots dos, Jonathan MacLane. Després de la mort de Margaret per una gastroenteritis i l'estada de Jonathan a la presó, aquest es porta al seu fill adoptiu a Greenfalls, on accepta un treball en el periòdic local Mountain News, utilitzant allí el cognom Fly.
XIII descobreix la veritable identitat de Jason Fly quan viatja a Greenfalls a investigar sobre la mort del seu pare, suposadament mort en un incendi a la seva casa. Després de descobrir la veritat sobre la mort de Jonathan i de venjar-li, i ja en Costa Verda descobreix de boca de Sean la relació entre els noms de Jason MacLane i Kelly Brian, així com la història de la seva família, la qual li explica el seu pare biològic.

- Kelly Brian: aquest nom serveix de nxe entre XIII i la trama de Costa Verda. Abans de perdre la memòria, l'home del tatuatge va arribar a Cuba procedent d'Amèrica sota aquesta identitat, per entrenar-se en Serra Mestra amb la guerrilla santosista. Allí coneix a Jorge i María dels Sants (amb qui més tard contraurà matrimoni), i una vegada en Costa Verda es converteix en un gran aliat en la revolució liderada per Jorge enfront del règim del general Ortiz. La brillantor amb la qual porta els cops infringits a les forces que dirigeix el coronel Peralta li fan valer l'àlies del Cascador, i la seva fama és tal que eclipsa fins al mateix Jorge, qui gelós del seu cunyat decideix trair-ho i fer-ho caure en una emboscada urdida pels homes de Peralta. Tancat a l'illa-presó de la Roca Negra, és rescatat per l'almirall Heideger, qui fa un acord amb el govern d'Ortiz per portar-se al guerriller, qui esperava la seva execució. Per ocultar el tracte, el govern del país filtra la falsa notícia de l'execució del Cascador, ajusticiando a un altre pres en el seu lloc.
Al principi, Kelly Brian era la identitat utilitzada per Seamus O'Neil, terrorista de l'IRA que va romandre uns anys amagat a Amèrica; no obstant això, la seva mort i la suplantació forçada de la seva identitat per part del seu amic Jason Fly (Jason MacLane) motiven que finalment sigui est l'home conegut com El Cascador.

- Seamus O'Neil: terrorista de l'IRA Provisional, fill d'un altre membre de l'organització. Després d'enfrontar-se a la policia per evitar la detenció del seu professor d'Història, Eamon O'Shea, activista de l'organització, ingressa amb 16 anys en la mateixa de la mà del seu oncle, Terence Parnell. Després de treballar un temps a les ordres d'una companya, Mairead, l'explosió d'una bomba que ell mateix presència i la mort de la seva amiga en una emboscada li fan canviar de semblar sobre la causa que defensa. El seu rebuig a la lluita armada no impedeix que executi sota la pressió de Parnell a O'Shea quan la banda descobreix que el professor va informar a la policia d'una de les seves reunions, derivant en l'emboscada anteriorment esmentada. Un error seu li porta a ser capturat i empresonat, escapolint-se després del seu judici i emigrant als Estats Units per fugir de la justícia britànica.
 Allí li és facilitada pel Sinn Feinn documentació falsa i els diners necessaris per estudiar la carrera d'Història a la Universitat de Boulder, Colorado, on adopta el nom de Kelly Brian. Ingressa en l'equip d'esquí de la universitat, on coneix a Jason Fly, de qui es fa amic i a Jessie Martin, amb qui comença una relació sense saber que aquesta és una agent de la NSA que s'acosta a ell per poder capturar-li. Després de la seva graduació rep la visita del seu oncle, qui li encomana la missió de partir per a Cuba per unir-se a la guerrilla santosista en Sierra Maestra, havent d'assassinar Fly per esborrar el seu rastre, es per a això que el porta a una excursió a les Muntanyes Rocoses. La seva amistat resulta ser més forta que la seva lleialtat a l'IRA, i Seamus sacrifica la seva vida per salvar la de Jason en evitar que Parnell mati d'un tret al seu amic.

- Ross Tanner: identitat utilitzada per XIII durant la seva estada en el campament dels SPADS a San Miguel, on ha fugit amb ajuda de Carrington i Jones després d'escapolir-se de la presó-psiquiàtric de Plain Rock, en la qual va ser tancat acusat de l'assassinat de Jeremie i Matt Rowland. Aquest nom correspon a un dels expedients de militars amb trets facials i habilitats semblats als de Steve Rowland trobats pel coronel Amos, en la seva cerca del veritable assassí del president William Sheridan, convençut que el capità Rowland realment va morir en una explosió en l'helicòpter en què viatjava durant una missió de l'exèrcit a Àsia; sent el de Tanner l'únic de tots els informes oposats el propietari dels quals figura com desaparegut.

- Jed Olsen: nom que usa XIII per infiltrar-se en el SSH1 amb ajuda del llavors senador Wally Sheridan per frustrar l'operatiu Rojo Total planejat per la Conspiració amb l'objectiu d'imposar un règim feixista al país mitjançant un cop d'estat.

- John Fleming: identitat que fa servir XIII quan arriba a Greenfalls a la recerca del seu passat com Jason Fly, on es fa passar per un periodista que busca informació sobre la mort de Jonathan Fly en un incendi.

- Hugh Mitchell: nom que utilitza XIII per infiltrar-se com a pacient a l'hospital Washbourne a fi d'aconseguir l'expedient mèdic de Wally Sheridan, ingressat anteriorment després de sobreviure a un atemptat contra la seva vida, després de començar les seves sospites sobre la relació del president amb la Conspiració.

- Karl Meredith: expert en química que viatja a Costa Verda amb la intenció de fer negocis amb el general Ortiz. És executat per un escamot santosista capitanejat pel Pare Jacinto per facilitar la infiltració de XIII en el palau presidencial sota aquesta identitat, a fi de segrestar al general Ortiz per usar-ho com a moneda de canvi per rescatar a María dels Sants. Felicity Brown, llavors Felicitat Moreno li desemmascara gràcies a la informació a la qual ella ha accedit com a amant del coronel Peralta, per la qual cosa XIII es veu obligat a traçar un nou pla.

- Reginald Wesson: nom que usa XIII durant la seva estada a les Bahames, on juntament amb Jones es proposa segrestar a la Mangosta perquè declari en el "judici" que prepara Carrington contra el president Sheridan, sent l'assassí l'únic que pot confirmar que Wally és el número I de la Conspiració. El nom que utilitza XIII i l'adoptat per la seva companya Jones a l'arxipèlag (Dorothy Smith) són un joc de paraules, ja que els seus cognoms formen el nom de la marca de revòlvers Smith & Wesson.

- Karl Dorff: agent de la USADE al servei de la misteriosa organització la fundació de la qual gira entorn dels primers colons anglesos, arribats a Amèrica a bord del vaixell Mayflower. Al costat de la letal Julianne, s'encarrega de perpetrar una sèrie d'assassinats al poble on XIII gaudeix del seu retir, Bar Harbor, amb la intenció d'incriminar a aquest i obligar-li a unir-se a ells. Mor durant una lluita contra l'home amnésic, sent la seva identitat usurpada per aquest amb la intenció de fugir del país i refugiar-se en la mansió que posseeixen els marquesos de Preséau a França.

- Randolph Dowell: identitat que usa XIII durant la seva incursió a Afganistan per rescatar amb l'ajuda de Carrington a Jones, segrestada per l'organització relacionada amb el Mayflower per ser utilitzada com a esquer a fi d'atreure a l'home del tatuatge..

## La Conspiració
Una de les trames de major pes de la saga, així com de les primeres i més extenses és la de la Conspiració dels XX. Aquesta és la llista dels membres de la mateixa, exposada en el volum núm.13, La investigación.
| Núm   | Nom                                 | Ocupació                                                                       | Estat actual                             |
| I     | Walter Sheridan                     | Senador dels EE. UU. (posteriorment president dels EE. UU.)                    | Mort                                     |
| II    | Calvin Wax                          | Conseller especial del president (posteriorment secretari d'Estat de Defensa)  | Suïcidat                                 |
| III   | General William Standwell           | Cap del gabinet militar de la Casa Blanca (posteriorment Cap de l'Estat Major) | Mort (possiblement suïcidat)             |
| IV    | Phillip Gillespie                   | Secretari d'Estat de l'Interior                                                | 30 anys de presó, assassinat a la presó  |
|       | Senador Clayton Willard             | President de la comissió d'armament en el Senat                                | 30 anys de presó, assassinat a la presó  |
| VI    | Jutge Irving Allenby                | President de la comissió de recerca sobre l'assassinat del president Sheridan  | Assassinat                               |
| VII   | Contraalmirante Franklin Edelbright | Cap d'Estat Major de la US Navy                                                | Suïcidat                                 |
| VIII  | Diputat Dean Harrison               | President suplent de la Càmera dels Representants                              | 20 anys de presó, assassinat a la presó  |
| IX    | Jasper Winslow                      | President del Consorci dels Bancs de Middle West                               | Suïcidat                                 |
| X     | Orville Midsummer                   | Propietari de grups de premsa                                                  | 20 anys de presó, assassinat a la presó  |
| XI    | Coronel Seymour Mac Call            | Coronel de l'exèrcit dels EE. UU.                                              | Assassinat                               |
| XII   | Lloyd Jennings                      | Conseller a la Casa Blanca per a la seguretat                                  | 30 anys de presó, assassinat a la presó  |
| XIII  | Capità Steve Rowland                | Capità de l'exèrcit dels EE. UU.                                               | Assassinat                               |
| XIV   | Harriet Traymore                    | Presidenta de la "Federal Steel Corporation"                                   | 10 anys de presó, assassinada a la presó |
| XV    | Jack Dickinson                      | Vicepresident federal de la "American Legion"                                  | Suïcidat                                 |
| XVI   | Norman Ryder                        | Coronel de la Guàrdia Nacional                                                 | Assassinat després de la seva detenció   |
| XVII  | Kim Carrington                      | Vídua de Rowland                                                               | Morta                                    |
| XVIII | Edwin Rauschenberg                  | President de la cadena CBN                                                     | 15 anys de presó, assassinat a la presó  |
| XIX   | Ellery Sheperd                      | Director General en el Ministeri de Defensa                                    | 30 anys de presó, escapolit de presó     |
| XX    | Eleanor Davis-Brown                 | Ambaixadora dels EE. UU. en l'ONU                                              | 15 anys de presó, assassinada a la presó |

## Títols (data de publicació a França)
1. El dia del sol negre (1984) - Un home és trobat en una platja amb una ferida en el cap i en estat d'amnèsia total. Poc temps després els seus rescatadores són assassinats, i ell s'adonarà que algú ho vol mort, però, qui? Partint d'una foto feta amb una dona a la qual no recorda comença a indagar fins a descobrir que possiblement hagi comès un crim de conseqüències transcendentals.
2. On va l'indi... (1985) - Seguint el rastre de Steve Rowland, XIII arriba a una base militar a la recerca de respostes que li aclareixin el misteri de la seva identitat, en la qual coneix al general Carrington, qui li fa una revelació sorprenent: ell mateix és l'home que està buscant.
3. Totes la llàgrimes de l'infern (1986) - Acusat de l'assassinat dels seus suposats pare i oncle, XIII es troba tancat a la presó-psiquiàtric de Plain Rock al costat dels criminals més dements del país, i amb la idea de la fugida en la seva ment. Mentre, el coronel Amos, encarregat de la recerca de l'assassinat de William Sheridan reuneix a Carrington i al jutge Allenby per fer-los partícips d'un descobriment: l'assassí del president podria no ser Rowland, sinó una altra persona suplantant la seva personalitat.
4. SPADS (1987) - Després d'escapolir-se de Plain Rock amb ajuda de Jones, XIII es troba amagat en una base militar dels SPADS en San Miguel, on permanacerá fins que l'assumpte s'hagi aclarit; allí troba una testimoni que podria donar un gir a la recerca sobre el cas Sheridan. Els passos d'Amos, per la seva banda li porten a més d'un parany abans de descobrir de boca de Carrington el que s'està tramant realment amb la mort del president.
5. Rojo total (1988) - Després d'escapar de la base SPADS de San Miguel, XIII, Jones i la sergent cap Barnowsky inicien una carrera contrarellotge per sortir del país i arribar als Estats Units abans que els conspiradors se surtin amb el seu propòsit. L'organització ja s'ha avançat als moviments de Carrington i Heideger fent-los presoners sota l'acusació d'alta traïció a la nació i avançant 24 hores l'operatiu Rojo total, amb el qual pretenen donar un cop d'estat.
6. L'informe Jason Fly (1990) - Amb el ple convenciment que la seva identitat és la de Jason Fly, XIII viatja a Greenfalls, el poble de la seva infància, per investigar sobre el seu passat i la mort del seu pare en un incendi. No obstant això, a les autoritats locals no els agrada la idea que algú de fora remogui les cendres d'un succés que va tenir lloc fa gairebé 20 anys. Per si no fos poc, la Mangosta li segueix la pista amb l'únic propòsit d'eliminar-li.
7. La nit del 3 d'agost (1990) - Acusat d'un doble assassinat perpetrat per la Mangosta, XIII es converteix en objecte d'una cacera organitzada per Dwight Rigby, mentre prossegueix ara amb Jones la cerca de la veritat sobre la mort del seu pare. Un diari de Zeke Hathaway ocult a la casa del vell contindrà les respostes a les seves preguntes, reposades que podrien posar al cacic de Greenfalls i als seus aliats en un destret.
8. Tretze contra un (1991) - Al seu retorn de Greenfalls, XIII rep l'oferta del president Wally Sheridan de convertir-se en el seu home de confiança i la petició de donar caça al número I de la desmantellada Conspiració, la qual aquest només accepta després d'assabentar-se de la fugida de presó de la Mangosta. Mentre Jones investiga sobre el parador de Kim Carrington, l'única persona que pot conèixer la identitat del líder de la Conspiració, l'home del tatuatge té una terrible revelació buscant l'expedient mèdic de Sheridan, la qual farà un volt de rosca en l'assumpte.
9. Per María (1992) - Amagat en la mansió Preséau, San Miguel, després de la seva topada amb el president Sheridan, XIII rep un missatge procedent del país veí, Costa Verda, en el qual cal la seva presència. Allí entra en contacte amb la guerrilla que fa front al règim del dictador Raúl Ortiz, el líder del qual, Jorge dels Sants, li demana rescatar a la seva germana María, presonera a l'illa de la Roca Negra. Això només serà l'inici d'una altra sèrie de descobriments relacionats amb la identitat de l'home amnésico.
10. El Cascador (1994) - Amb l'ajuda dels marquesos de Preséau i el traficant d'armes Sean Mulway, Jones inicia una operació per rescatar a XIII, presoner en la Roca Negra. Aquest, per la seva banda, intenta escapar pel seu compte, i en la seva fugida troba a María dels Sants. La revolució està a punt de concloure amb èxit, però no així els problemes de XIII.
11. Tres rellotges de plata (1995) - Després de revelar-li a XIII ser el seu pare biològic, Mulway li relata al seu fill la història de la seva família i els motius que li van portar a establir-se en Costa Verda. Mentre, María dels Sants, acabada de nomenar presidenta del país, demana ajuda a l'home del tatuatge per impedir un atac per part de Peralta i els seus homes afins a l'antic règim, i així evitar una nova dictadura.
12. El judici (1997) - Al seu retorn de Costa Verda, XIII i Jones es troben amb un panorama desconcertant: el general Carrington ha segrestat a Wally Sheridan i ho manté presoner en un búnker subterrani. El ja excap de l'Estat Major demana als seus dos aliats que busquin i capturin a la Mangosta, única persona que pot identificar el president com el número I de la Conspiració. Tot això té un objectiu: un judici televisat contra Sheridan que el propi Carrington pretén organitzar.
13. The XIII Mystery - La recerca (1999) - Volum especial que resumeix els anteriors lliuraments, amb material inèdit. Dos periodistes estan duent a terme una recerca sobre l'assassinat del president William Sheridan i els esdeveniments posteriors connectats d'algun o una altra manera a aquest, amb XIII de nexe comú. Mentre un d'ells és assassinat per agents de la NSA, l'altre aconsegueix escapar amb tota la informació recopilada, iniciant una fugida que li pot portar a la salvació o la mort.
14. Secret de defensa (2000) - Després de la mort de Wally Sheridan, XIII és acusat per un tribunal del seu assassinat en un judici classificat de secret de defensa. Mentre és transportat a un centre penitenciari una misteriosa dona ho intercepta i ho porta a presència d'Irina Svetlanova, antiga subordinada de la Mangosta i ara cap d'una organització d'assassins per encàrrec que pretén convertir a l'home amnésic en objecte d'una cacera.
15. Deixeu anar als gossos! (2002) - Mentre fuig del país rumb a San Miguel per reunir-se amb els seus amics, XIII presa a Jessie com a ostatge perquè aquesta li ajudi en la seva escapada. Aquesta li aclareix alguns dubtes sobre la seva identitat creades arran del seu judici, creant-li nous interrogants. Durant la fugida XIII s'adonarà del perill que corren els seus en San Miguel.
16. Operació Montecristo (2004) - Sota amenaça d'embargament al seu país, María dels Sants es veu obligada a lliurar a XIII i els seus amics a l'ambaixada nord-americana a l'espera de la seva extradició, però les hi apanya perquè siguin interceptats per Sean Mulway i alguns dels homes de la presidenta. Una vegada estan en lloc segur, el traficant els proposa anar a la cerca de l'or de l'emperador Maximiliano, oposat i amagat pels seus avantpassats. Per a això necessiten el rellotge de plata del seu besoncle amb les coordenades del parador del tresor, i ja sap on trobar-ho.
17. L'or de Maximiliano (2005) - Refugiats a la casa d'un antic amic de Carrington en la costa mexicana, XIII i els seus amics intenten desxifrar el missatge que oculta el parador de l'or que van amagar el seu besavi i els concunyats d'aquest. Gràcies als contactes d'Armand aconsegueixen donar amb el lloc, encara que descobriran més tard que no són els únics que busquen el preuat tresor. A Amèrica, un intent d'assassinat a Wittaker posarà en evidència a Giordino, qui es veu obligat a prendre mesures desesperades.
18. La versió irlandesa (2007) - L'autèntica identitat de XIII és revelada en el flashback que comprèn l'àlbum íntegrament. En l'excursió en la qual un dels dos desapareixerà, Kelly Brian revela al seu amic Jason Fly el seu veritable nom, Seamus O'Neil, així com el seu tormentoso passat: des dels seus primers anys col·laborant amb l'IRA Provisional a les ordres del seu oncle, fins a la seva vida a Amèrica amb un nom fals, on coneix a les persones que marquen la seva existència; sent tots dos aliens a la xarxa de conspiracions i espionatge que es teixirà al voltant del supervivent, al que diversos esdeveniments propiciaran que en un futur sigui conegut amb l'àlies de XIII.
19. L'últim assalt (2007) - Els esdeveniments es precipiten en aquest punt a part de les aventures de XIII i els seus amics. Les notícies que arriben des dels EE.UU. sobre la publicació de dos llibres que revelen les incògnites de l'home amnèsic li porten a aquest i als seus a prendre la decisió de tornar per comparèixer en una comissió de recerca i córrer el risc de confiar en la justícia nord-americana. Alguns dels seus enemics i perseguidors, no obstant això, encara no han dit l'última paraula.
20. El dia del Mayflower (2011) - Amb la seva identitat recuperada (Jason MacLane) però encara sense memòria, XIII se sotmet a una teràpia per recuperar els seus records d'infància. L'assassinat d'un vell amic poc després de localitzar-ho és senyal que ha cridat l'atenció de gent amb intencions gens clares. La intervenció de dues d'aquests subjectes obligaran a l'home del tatuatge a abandonar el seu afable retir a la casa que va heretar del matrimoni Smith per embarcar-se en una nova trama en la qual inevitablement està més implicat del que recorda.
21. L'esquer (2012) - Amagat en la mansió dels marquesos de Preséau a França, XIII intenta sense èxit trobar un nexe que li relacioni amb el Mayflower, el vaixell amb el qual van arribar a Amèrica els primers colons anglesos. La notícia del segrest de la seva amiga Jones a Afganistan li posarà en acció per viatjar al país asiàtic i intentar rescatar-la amb l'ajuda de Carrington, sense sospitar que el rapte ha estat planejat pels qui li persegueixen per arribar fins a ell. Mentre, Betty viatja a Amèrica a la recerca de l'arxiu que posseïa Jim Drake abans del seu assassinat i que pot llançar una mica de llum a la trama que es cierne ara sobre el amnésico.a la trama que plana ara sobre l'amnèsic.
22. Retorn a Greenfalls (2013) - Després de ser capturat al costat de Jones i Carrington, XIII accedeix coaccionat a col·laborar amb la letal Julianne per trobar el manuscrit de Duncan, un document que decantaria l'enfrontament entre dos clans del Mayflower a favor d'aquell del com descendeixen els membres de l'organització per la qual treballa ella. Per la seva banda, després de recórrer la costa californiana, la cerca de Betty li porta a aquesta a Greenfalls, el poble on Jason MacLane es crio abans de la mort del seu pare adoptiu. És allí on el seu camí es troba amb el de l'home del tatuatge i els seus segrestadors; junts arriben al llac Champlain en Vermont, on els esdeveniments es precipiten amb resultat imprecís.
23. El missatge del màrtir (2014) - Després dels esdeveniments del llac Champlain, XIII aconsegueix arribar fins a Armand de Preséau, qui ha aconseguit evitar amb ajuda d'un astut advocat la detenció immediata de la seva esposa. No obstant això, el matrimoni és interceptat pels homes de Little Joe, qui segueix creient que és l'home del tatuatge qui va matar el seu germà. Aquest fa un tracte amb el mafiós per alliberar els seus amics a canvi de lliurar-li als veritables assassins. Després de rebre de Betty l'arxiu de Jim Drake sobre els clans del Mayflower, la següent etapa de la seva cerca li porta a Holanda, on amb ajuda d'una eventual aliada segueix les pistes fins a l'amagatall del manuscrit de Duncan, sensesaber que Julianne i els seus esbirros li segueixen la pista.

## XIII Mystery (data de publicació a França)
XIII Mystery és la precuela de XIII que narra la vida de personatges importants de la sèrie principal en els seus començaments. Els autors varien segons el nombre. Aquesta saga porta publicats 9 àlbums en la seva edició original.
1. La mangosta (2008), per Xavier Dorison i Ralph Meyer
2. Irina (2009, per) Eric Corbeyran i Philippe Berthet
3. Little Jones (2010), per Yann i Eric Henninot
4. Coronel Amos (2011), per Alcante i François Boucq
5. Steve Rowland (2002), per Fabien Nury i Richard Guérineau
6. Billy Stockton (2013), per Laurent-Frédéric Bollée i Steve Cuzor
7. Betty Barnowsky (2014), per Joël Callède i Sylvain Vallée
8. Martha Shoebridge (2015), per Frank Giroud i Colin Wilson
9. Felicity Brown (2015), per Matz i Rossi

## Adaptacions a altres mitjans
En 2003 l'argument dels 5 primers volums de la saga va ser adaptat en forma de videojoc, per Ubisoft anomenat també XIII, per a diferents plataformes i amb estil còmic (tècnica denominada cel shading)
A l'octubre de 2008 es va estrenar una miniserie de televisió basada en els còmics i protagonitzada per Stephen Dorff i Val Kilmer entre uns altres. Una nova versió de la saga, en forma de sèrie de televisió es va estrenar a l'abril de 2011, protagonitzada per Stuart Townsend.